# Bilplattform
Bilplattform är en standardiserad uppsättning av grunddelar till en bil som används i flera olika bilmodeller. Grunddelarna utgörs främst av olika fordonskomponenter, mer eller mindre sammansatta till bildelar, men även bilens ITstöd, serviceITstöd, konstruktionsregler och tillverkningsprocesser och verktyg ingår. Historiskt bestod bilplattformen främst av den bottenplattan/underredet i bilen, chassit, i motsats till karossen och inredning, men numera ingår allt fler delar av bilen i bilplattformen.
Numera har de flesta bilmodeller gemensamma plattformar inom ett företag, eller en koncern. Oftast de modeller i en liknande storleksklass, till exempel: Volkswagen Golf och Škoda Octavia.

## Ingående delar i en bilplattform
Plattformen utgörs av en skalbar datorbaserad ritning som utgör mått för fordonet samt ingående fordonskomponenter och dess egenskaper i form av placering och storlek. Även kabeldragning för kabelmattor mellan fordonets datorer eller övriga elektriska komponenter på chassit.
Även om flera bilar delar plattform kan de ha olika axelavstånd eller axelbredd. Detta gör att bilarna inom samma plattform får olika mått. 
Plattformarnas utformning är vanligen också anpassad efter underleverantörernas fordonskomponenter och deras egenskaper.